# 부천 LPG 충전소 폭발 사고
부천 LPG 충전소 폭발 사고는 1998년 9월 11일 오후 2시 14분쯤 경기도 부천시 오정구 내동 대성에너지 LPG 충전소에서 액화석유가스가 폭발했던 사고이다. 1명이 숨지고 96명의 부상자가 발생하였다.

## 사고 개요
부천 대성에너지 LPG 충전소 폭발사고의 주요 원인은 안전점검을 위하여 투입한 질소 가스를 배출시키기 위하여 밴트밸브를 열어놓은 상태에서 탱크로리 가스를 지하 탱크에 충전시키면서 누출된 가스가 명확하지 않은 점화원에 의해 점화되면서 인근 가정용 프로판 충전용기를 가열하여 폭발하면서 탱크로리가 폭발하는 등 2차 및 3차 대형폭발로 이어진 것이다.
간접적인 원인은 안전과 거리가 있는 법규정이나, 안전관리 및 교육 소홀, 빈약한 안전의식 등으로 꼽힐 수 있다.
우연히 근처를 지나던 방송국 헬기에 의해 폭발장면이 촬영되었다.

## 피해 규모
이 사고의 피해 규모는 다음과 같다.
- 사망자 : 1명
- 중상자 : 11명
- 경상자 : 85명
- 건물 전파 : 20동
- 총 피해 규모 : 약 120억원의 재산피해

## 사건 내용
부천 LPG 폭발 사고는 사고 당일인 1998년 9월 11일 오후 2시 14분쯤 부천소방서에 주민 신고가 접수, 오후 2시 20분경 시·구 재난상황요원이 현장에 출동, 현장 지휘소를 설치하였다. 그리고 오후 2시 30분에 경기도 상황실로 상황보고가 이루어졌으며, 오후 3시에는 사고대책본부가 시 재난상황실에 설치되었다.
초동 대처 관련 사항으로 1,265명(소방서 392명, 경찰 423명, 군인 45명, 공무원 194명, 의용소방대 124명, 기타 87명)의 인원과 177대(헬기 4대, 소방차 90대, 구조차 7대, 구급차 13대, 기타 63대)의 장비가 투입되었다.
교통 통제나 질서 유지는 부천중부경찰서에 담당하였으며, 사고 현장 경비는 육군 제103여단 48관리대대가 담당하였다.
이 밖에도 1998년 부천 및 익산 충전소 가스 폭발 사고를 계기로 LPG 충전소의 안전관리 종합평가제가 도입되었으며, LPG 판매업종사자의 영세성이나 취약성으로 인한 소비자 피해 구제책의 부재 문제를 개선하기 위해 액화 석유 가스 안전공급계약제를 도입하여, 피해보상체계를 전면 개편하였다.

## 같이 보기
- 익산 충전소 가스 폭발 사고
- 대구 상인동 가스 폭발 사고
- 아현동 도시가스 폭발 사고